# 兴威镇区
兴威镇区是缅甸掸邦腊戍县下辖的一个镇区，治所位于兴威。